# 天兔座R
天兔座 R (R Lep)，通常被稱為欣德的紅星，是位於天兔座鄰近波江座邊界的一顆變星。在右邊的圖中以閃爍的紅圈標示出來。
它是一顆碳星，呈現出明顯的紅色。他以英國天文學家約翰·羅素·欣德之名為名，是因為欣德在1845年的觀測使它聲名大噪。它的光度在5.5至11.7等之間變化，週期是418至441天，但是最近的測量得到的週期是427.07天。它可能還有一個長達40年的次要週期。
在它的光度最亮時，天兔座 R的顏色經常被認為是會強烈冒煙的紅色，但是這種感受是難以用言語來形容的。當他光度昏暗時，它的顏色會更紅，這個現象以14.5個月的週期反復著。在這時，他很容易成為全天可見顏色最紅恆星的候選人，但這種看法仍有爭議。它之所以如此的紅，可能是外層大氣將可見光光譜中的藍色過濾掉了。這顆恆星的發現者，欣德在報告中說："看來就像是黑色背景上的一滴血。"

## 外部連結
- Best of the Advanced Observation Program: R Leporis （页面存档备份，存于）
- USA Today.com - NightSky: The Hare and the Dove （页面存档备份，存于）
- Smoky Mountain Astronomical Society - Hind's Crimson Star: R Leporis （页面存档备份，存于）
- Geody Hinds Crimson Star （页面存档备份，存于）